# Friedrich Kuhlau
Friedrich Daniel Rudolph Kuhlau, nemško-danski skladatelj, * 11. september 1786, Uelzen, † 12. marec 1832, Lyngby pri Københavnu.